# Pracuj.pl
Pracuj.pl – polski serwis rekrutacyjny, wg własnych danych gromadzący prawie 6,5 mln zarejestrowanych użytkowników i 40 tys. aktywnych rekruterów. Liczba aktualnych ogłoszeń o pracę dostępnych na portalu sięgnęła w kwietniu 2018 roku 40 tysięcy. Serwis, oprócz ofert zatrudnienia, udostępnia użytkownikom m.in. indywidualne raporty zarobków, analizy trendów na rynku pracy, porady dotyczące kariery oraz szablony dokumentów rekrutacyjnych. Według własnych danych, w 2017 roku pracodawcy opublikowali na Pracuj.pl ponad 533 553 ofert pracy, natomiast w 2016 roku na portalu pojawiło się ich 486 146.

## Działalność
Serwis Pracuj.pl istnieje od 2000 roku, zarządzany przez spółkę Grupa Pracuj sp. z o.o., której prezesem jest jej pomysłodawca i współzałożyciel – Przemysław Gacek. Serwis jest członkiem – założycielem The Network, sojuszu niezależnych portali rekrutacyjnych działających w ponad 70 krajach świata.
Grupa Pracuj dostarcza rozwiązania wspomagające firmy w rekrutacji, utrzymaniu oraz rozwoju pracowników. Z produktów i usług organizacji korzysta 40 tysięcy klientów z 40 krajów. W portfolio spółki znalazły się 4 marki: serwis Pracuj.pl, system wspierający rekrutację eRecruiter, ukraiński serwis rekrutacyjny rabota.ua oraz platforma emplo.com, wspierająca komunikację i procesy HR w firmach.
Grupa Pracuj zatrudnia ponad 800 osób. Firma ośmiokrotnie otrzymała tytuł „Najlepszego Pracodawcy” w rankingu AON Hewitt.

### Wydarzenia
Od 2009 roku Pracuj.pl organizuje konferencję „Wyzwania HR”. Obecnie wydarzenie odbywa się 7 razy w roku w 7 miastach. Nieodłączną częścią całego cyklu merytorycznego jest konkurs „HR Dream Team”.

### Aplikacja Pracuj.pl
W 2010 roku wprowadzono aplikację Pracuj.pl dla urządzeń z systemem iOS, a rok później dla systemu Android – zintegrowaną z funkcjami serwisu Pracuj.pl. W październiku 2017 w kategorii „Biznes” aplikacja zajęła pierwsze miejsce w sklepie App Store, natomiast w Google Play regularnie pojawia się na najwyższym podium. Od marca 2017 użytkownicy mogą korzystać z wyszukiwania ofert pracy w promieniu, czyli w odległości od wskazanej miejscowości, a także z wykluczania firm, do których nie chcą być polecani.
Na początku 2018 roku aplikacja mobilna Pracuj.pl zdobyła nagrodę w plebiscycie Mobility Trends, w kategorii „Najlepsza aplikacja mobilna B2B 2017 roku”.

### Inwazja Rosji na Ukrainę w roku 2022
Zaraz po rozpoczęciu inwazji Rosji na Ukrainę w roku 2022 serwis częściowo przetłumaczono na język ukraiński oraz wprowadzona została specjalna podstrona z ogłoszeniami o pracę skierowaną do ukraińskojęzycznej ludności. Dodatkowo przeprowadzono integrację z serwisem robota.ua, także będącym częścią Grupy Pracuj.

## Nagrody i wyróżnienia
2007 – portal Pracuj.pl na Webstarfestival otrzymał dwie nagrody w kategorii „Usługi profesjonalne”.
2012 – Pracuj.pl, jako jedyna marka spośród portali pracy działających w Polsce, dołączyła do „Rankingu Najcenniejszych Polskich Marek” dziennika Rzeczpospolita.
2017 – portal Pracuj.pl, w trzynastej edycji rankingu dziennika Rzeczpospolita „Najcenniejsze i Najmocniejsze Polskie Marki 2016”, zajął pierwsze miejsce w kategorii „usługi i działalność deweloperska”.
2018 – aplikacja mobilna Pracuj.pl zdobyła nagrodę w plebiscycie Mobility Trends, w kategorii „Najlepsza aplikacja mobilna B2B 2017 roku”.